# Мартис
Мартис (итал. Martis) је насеље у Италији у округу Сасари, региону Сардинија.
Према процени из 2011. у насељу је живело 511 становника. Насеље се налази на надморској висини од 298 м.

## Становништво
Према резултатима пописа становништва 2011. у општини је живело 553 становника.
| 1936. | 1951. | 1961. | 1971. | 1981. | 1991. | 2001. | 2011. |
| ----- | ----- | ----- | ----- | ----- | ----- | ----- | ----- |
| 1.040 | 1.253 | 1.220 | 810   | 751   | 665   | 630   | 553   |